# Apukohai
Apukohai, prema havajskoj mitologiji, ime je morskog čudovišta. Ovo mitsko biće se posebno pojavljuje u mitovima s havajskog otoka Kauaija.
Prema mitu, div Kawelo, biće velike snage, otišao je s otoka Oahua i sreo Apukohaija.
Uz pomoć boga Ulumakaikaija, Kawelo je pobijedio Apukohaija ubivši ga.